# Dosso (Niger)
Pour les articles homonymes, voir Dosso.
Dosso est une ville et une commune urbaine du Sud-Ouest du Niger, chef-lieu de la région de Dosso, et du département de Dosso. Elle est la capitale historique du royaume Zarma de Dosso fondé en 1750.

## Toponymie
Le nom Dosso vient de la langue Zarma, et est le nom vernaculaire donné à l'arbre du Parkia biglobosa.

## Géographie

### Situation
Dosso est située la route nationale 1 (axe Niamey-N'Guigmi) à 139 km à l'est de Niamey. Elle est proche des frontières du Nigeria et du Bénin.
| Garankédey | Garankédey | Mokko          |
| Gollé      | Dosso      | Goroubankassam |
| Gollé      | Farey      | Goroubankassam |

## Histoire
La ville de Dosso, cité des Zarmakoy, fut fondée en 1750 par Aboubacar, l'un des descendants de Tagour (grand monarque Zarma). La commune urbaine de Dosso est instaurée en 1972.
La dynastie des Zarmakoy

Selon la tradition, le début de cette dynastie remonte vers le XVe siècle, mais la liste ci-dessous contient seulement les noms de ceux qui ont régné à Dosso, ceux dont les tombeaux sont encore là. 

## Population

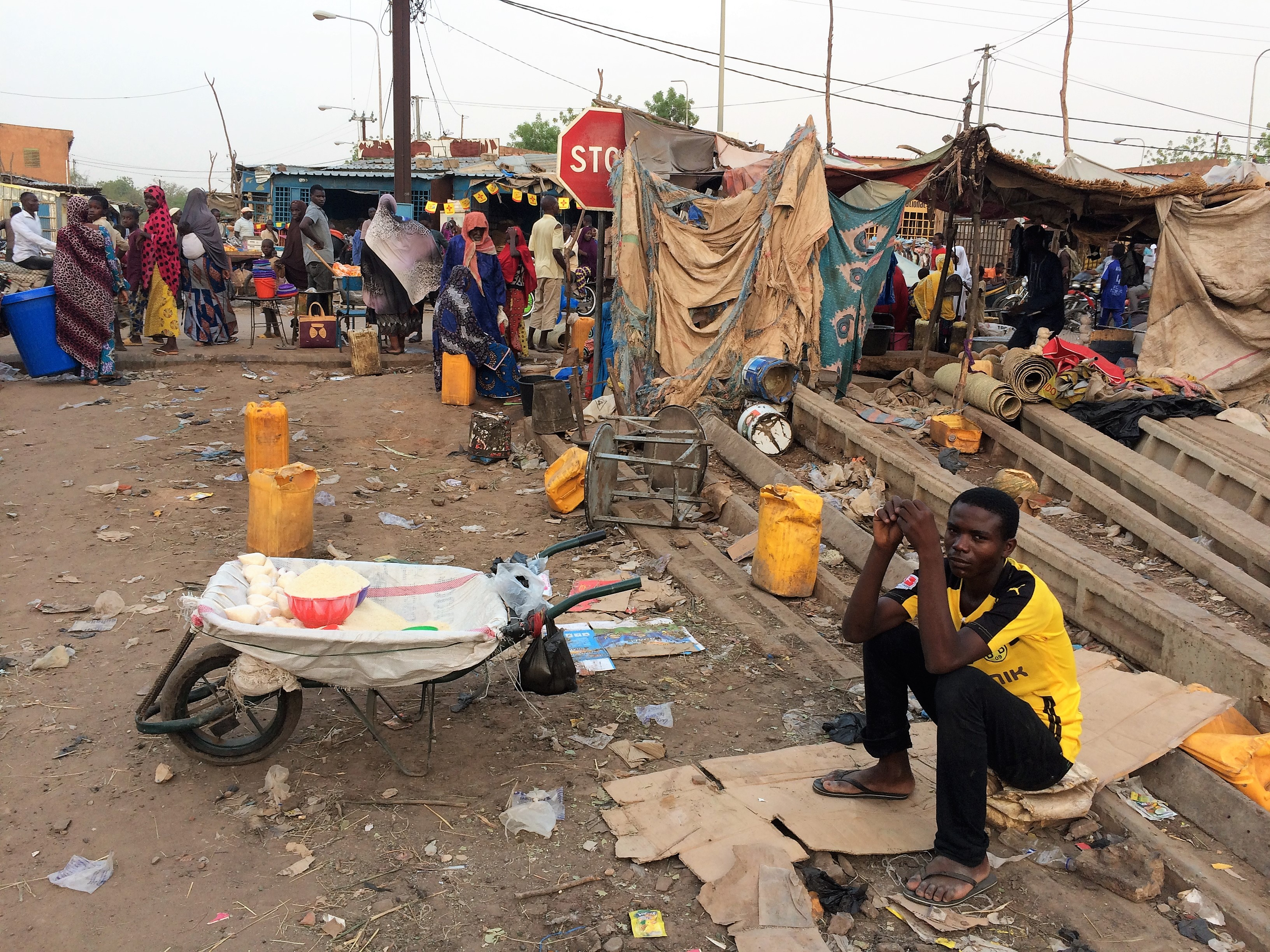
Scène au marché

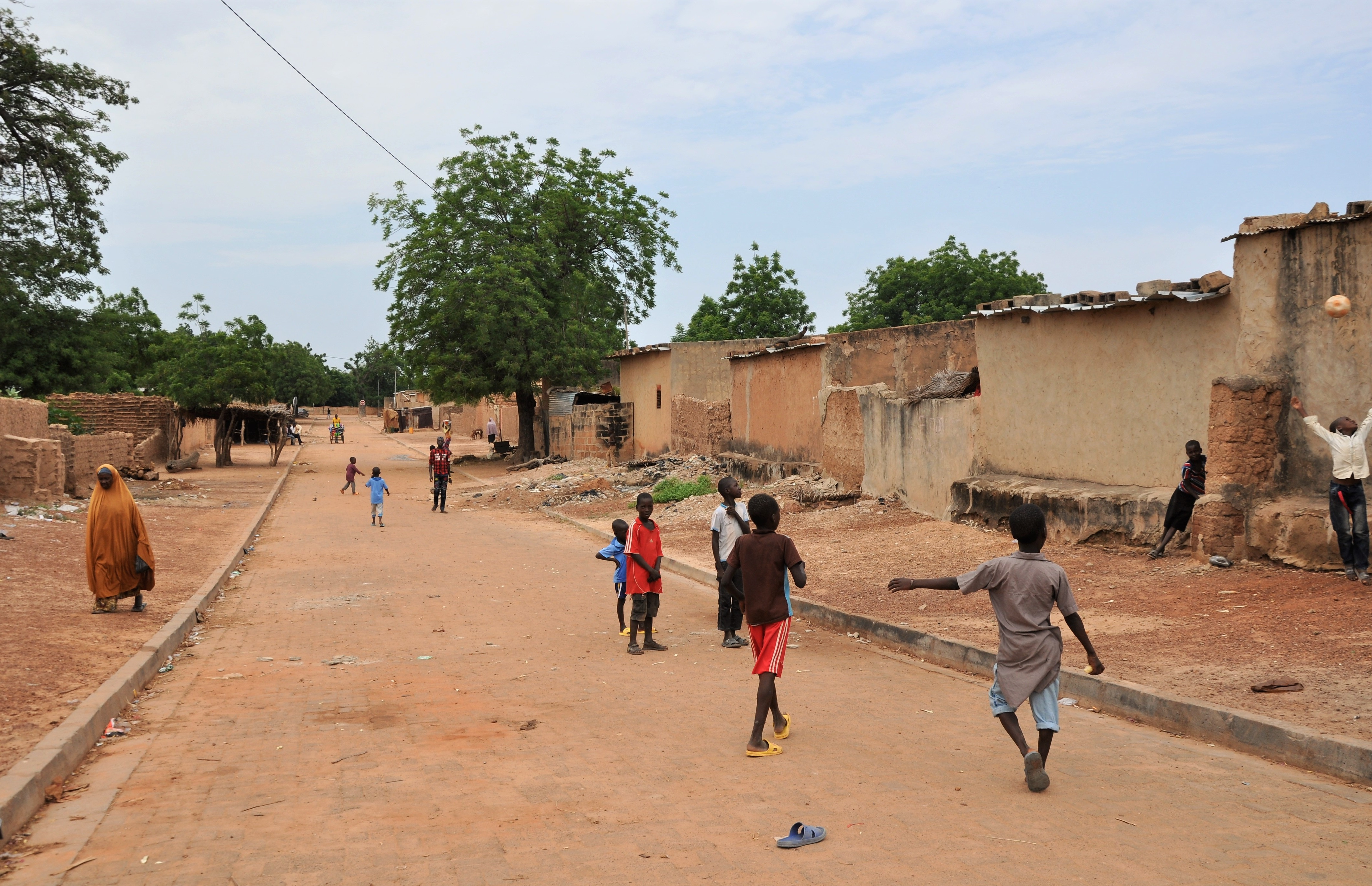
Quartier populaire; enfants jouant au foot

La commune urbaine comptait 91 488 habitants en 2011 ,. La population urbaine de la ville de Dosso est relevée par les recensements de population, elle est de 58 671 habitants en 2012, elle représente  65,8 % de la population communale, son accroissement annuel est de 2,6 % pendant la période 2001-2012. 

## Localités
La commune urbaine s'étend sur 64 localités, dont 9 quartiers en zone urbaine :

### Quartiers
- Banizoubou
- Dosso Beri
- Fada
- Koira Tegui
- Mangue Kouara
- Oudoun Koukou
- Sirimbey
- Tondobon
- Zongo

## Enseignement
L'université de Dosso a été créée en 2014.

## Économie

### Transport et communication
Route trans-sahélienne Dakar (Sénégal) — N'Djamena (Tchad) passe par Dosso. La ville se trouve sur la route nationale N1, le grand axe ouest-est Niamey-Dosso-Maradi-Zinder-Diffa-N'Guigmi.
Dosso est également un carrefour important pour se rendre au Bénin et au Nigeria.

Un chemin de fer de 145 km relie Niamey à Dosso depuis 2016, mais des trains n'y ont jamais circulé puisque la connexion prévue avec le réseau ferroviaire du Bénin ne s'est jamais réalisée. Après 5 ans d'abandon, le tronçon Niamey-Dosso est déjà si abîmé à certains endroits qu'une circulation des trains y serait en tout cas impossible,,,.
Un aérodrome dessert également la ville. Il n'y a pas des vols réguliers.

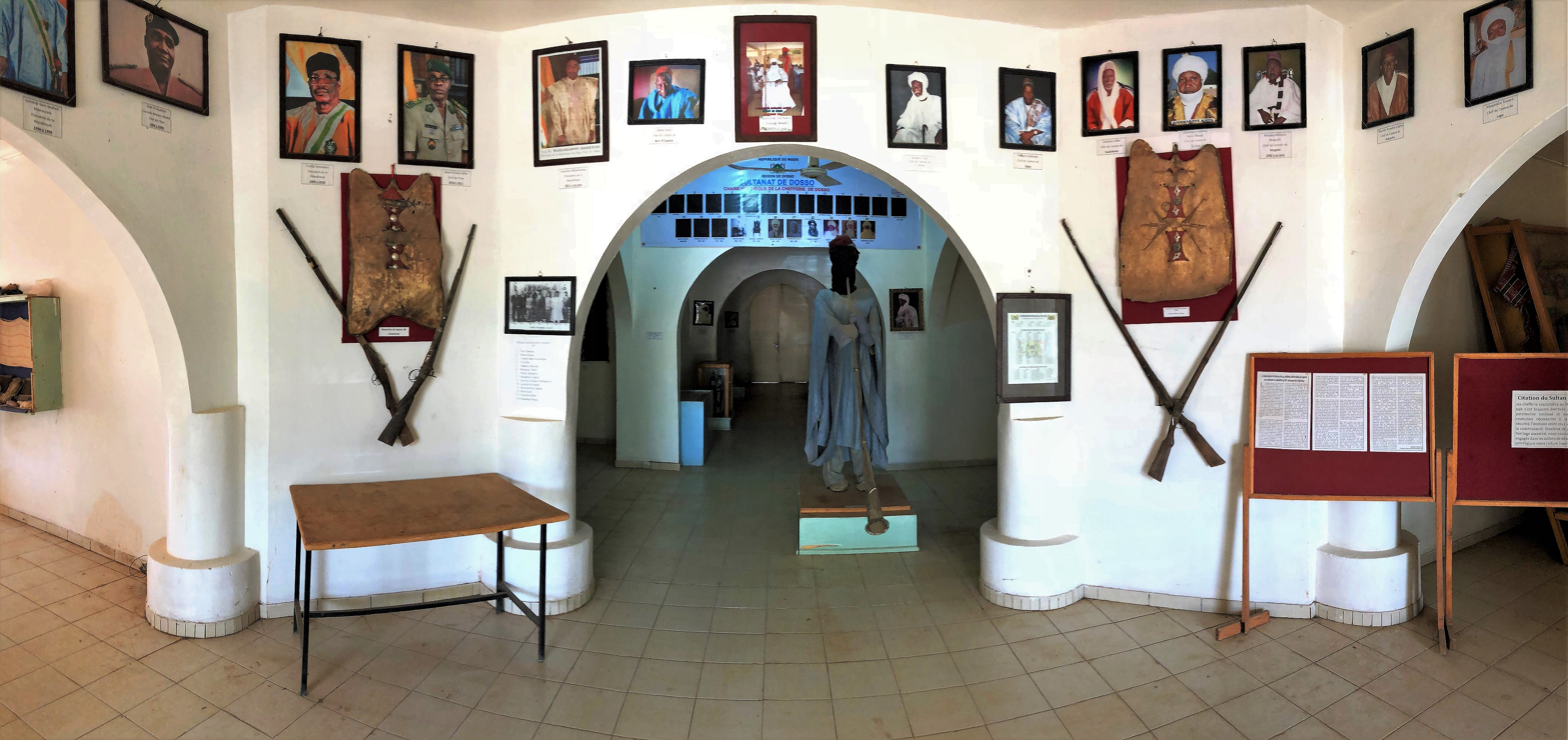
Musée régional Djermakoye

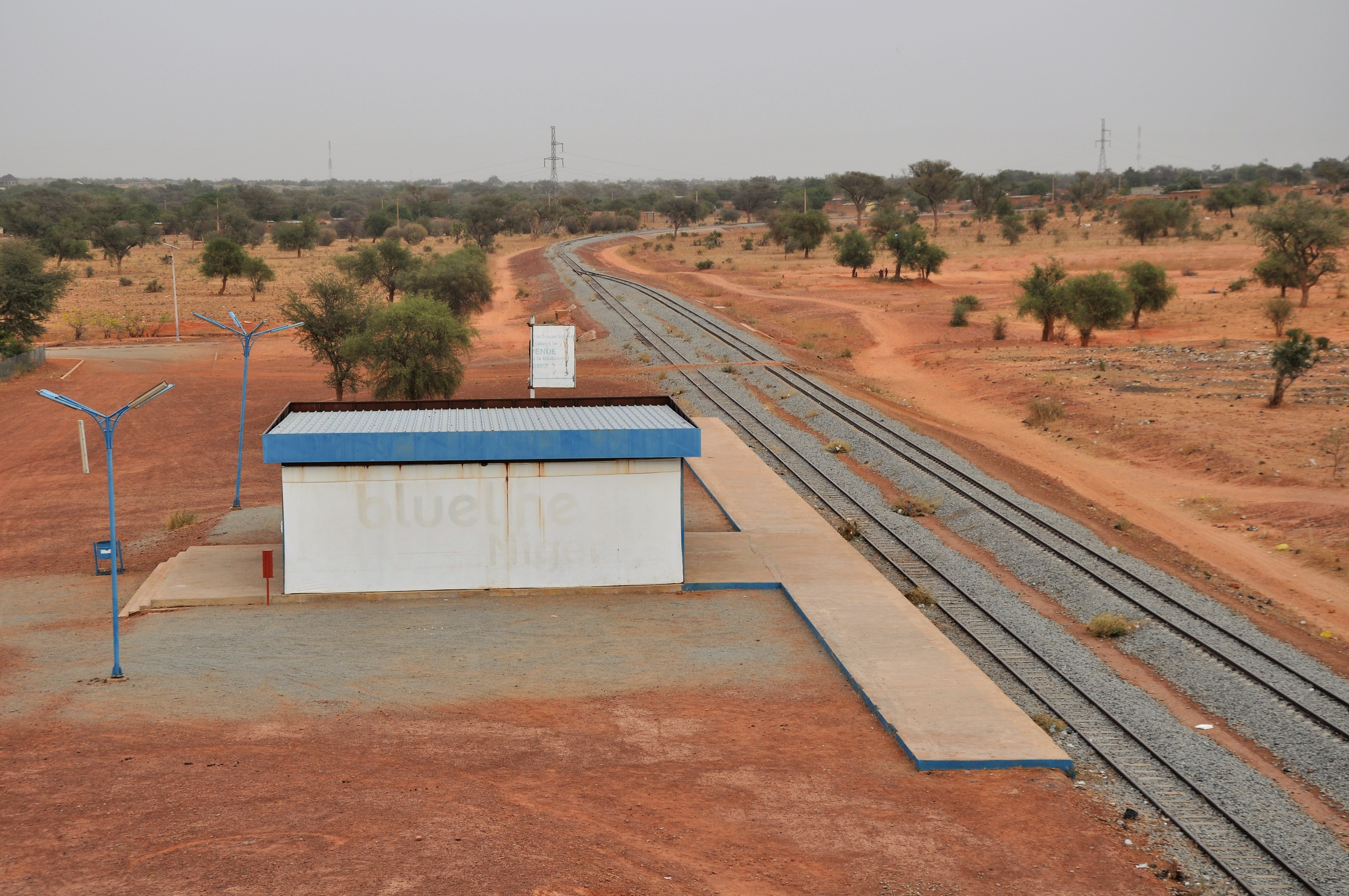
Gare ferroviaire, jamais utilisée

## Culture et patrimoine
- Grande Mosquée de Dosso
- Palais du Zarmakoye
- Musée Régional Djermakoye
- Maison de la Culture Garba Loga (avec théatre et bibliothèque)
- Centre artisanal
- Arène de lutte Salma Dan Rani

## Personnalités nées à Dosso
- Fatimata Mounkaila, femme de lettres et universitaire
- Bagnou Beido Fatouma DESS /organisation Sanitaire et Sociale/gestion des entreprises
- Djermakoye Amadou Seyni Magagi, militaire et homme politique
- Issoufou Saidou Djermakoye/ premier bachelier du Niger, ancien sénateur de la IV République (France)
- Seydou Djermakoye/ Officier dans l'armée française, il a combattu lors de la bataille du Chemin des Dames pendant la Première Guerre mondiale
- Maidanda Seydou Djermakoye, docteur en pharmacie, fondateur de l'ONPPC ( office national des produits pharmaceutiques du Niger).